# Coupe de Belgique de football 1955-1956
 (mai 2022).
La mise en forme du texte ne suit pas les recommandations de Wikipédia : il faut le « wikifier ».
Les points d'amélioration suivants sont les cas les plus fréquents. Le détail des points à revoir est peut-être précisé sur la page de discussion.
- Les titres sont pré-formatés par le logiciel. Ils ne sont ni en capitales, ni en gras.
- Le texte ne doit pas être écrit en capitales (les noms de famille non plus), ni en gras, ni en italique, ni en « petit »…
- Le gras n'est utilisé que pour surligner le titre de l'article dans l'introduction, une seule fois.
- L'italique est rarement utilisé : mots en langue étrangère, titres d'œuvres, noms de bateaux, etc.
- Les citations ne sont pas en italique mais en corps de texte normal. Elles sont entourées par des guillemets français : « et ».
- Les listes à puces sont à éviter, des paragraphes rédigés étant largement préférés. Les tableaux sont à réserver à la présentation de données structurées (résultats, etc.).
- Les appels de note de bas de page (petits chiffres en exposant, introduits par l'outil «  Source ») sont à placer entre la fin de phrase et le point final[comme ça].
- Les liens internes (vers d'autres articles de Wikipédia) sont à choisir avec parcimonie. Créez des liens vers des articles approfondissant le sujet. Les termes génériques sans rapport avec le sujet sont à éviter, ainsi que les répétitions de liens vers un même terme.
- Les liens externes sont à placer uniquement dans une section « Liens externes », à la fin de l'article. Ces liens sont à choisir avec parcimonie suivant les règles définies. Si un lien sert de source à l'article, son insertion dans le texte est à faire par les notes de bas de page.
- La présentation des références doit suivre les conventions bibliographiques. Il est recommandé d'utiliser les modèles {{Ouvrage}}, {{Chapitre}}, {{Article}}, {{Lien web}} et/ou {{Bibliographie}}. Le mode d'édition visuel peut mettre en forme automatiquement les références.
- Insérer une infobox (cadre d'informations à droite) n'est pas obligatoire pour parachever la mise en page.

Pour une aide détaillée, merci de consulter Aide:Wikification.
Si vous pensez que ces points ont été résolus, vous pouvez retirer ce bandeau et améliorer la mise en forme d'un autre article.
Navigation
Édition précédente Édition suivante
La Coupe de Belgique 1955-1956 est la huitième édition de l'épreuve.
Cette compétition réserve son lot de surprises. Bien que les clubs de Division 1 soient majoritaires à partir des 1/16e de finale, l'apothéose est disputée par deux formations de Division 2. Bien que le favori soit le R. CS Verviétois (champion de D2), c'est le Racing Club Tournaisien qui enlève le trophée. Le « matricule 36 » est le premier, et jusqu'à présent (2014), seul cercle de D2 à avoir remporté la Coupe de Belgique.
Cette finale « 56 » est également la toute première « 100% wallonne ». Il faut attendre 37 ans pour vivre la seconde (et dernière jusqu'à 2014). La victoire tournaisienne est la toute première d'un cercle hennuyer. Il n'aura pas de successeur « de son vivant ». En effet, la seconde victoire d'un club du Hainaut surviendra 47 ans plus tard (succès de La Louvière), soit un an après la disparition du vénérable R. RC Tournaisien, englobé dans une fusion avec son ancestrale rivale de l'Union Sportive, pour former l'actuel R. FC Tournai.

## Troisième...et dernière
Cette édition de la Coupe de Belgique, la « septième » dans l'absolu, est la 3e de l'épreuve ressortie des cartons où l'URSBFA l'a laissée durant 28 ans, soit de 1935 à 1953.
Peu après la fin de la Seconde Guerre mondiale, l'envie de relancer la coupe nationale fait son petit bonhomme de chemin dans l'esprit des dirigeants du football belge. Lors de la saison 1953-1954, la compétition est remise sur pied avec formule réadaptée par rapport à ses (déjà) lointaines devancières. Il est convenu qu'une évaluation soit faite au terme de chaque édition. L'envie de poursuivre est présente tant en 1954 qu'en 1955.
Il est tout de même intéressant de constater une méconnaissance et aussi du désintérêt de la part des « grands clubs »; comprenez de Division 1. On remarque que plusieurs clubs de divisions dites supérieures alignent leur équipe « Réserves » ou un mélange de titulaires et de remplaçants. Sanction : ils sont éliminés par des cercles jouant deux à trois niveaux plus bas. Dans d'autres cas, les clubs choisissent délibérément de délaisser la Coupe de Belgique au profit de matchs amicaux plus rémunérateurs en termes de recette.
Quand la « Coupe 1955-1956 » se termine, l'évaluation est positive. Le public a, le plus souvent, répondu présent et les clubs sont d'avis de poursuivre l'aventure. Majoritairement la presse se fait la défenderesse de l'épreuve. Mais, dans le football belge, les mentalités sont ce qu'elles sont. En dépit de nombreux avis favorables, le « soufflé retombe ». L'édition 56-57 ne voit pas le jour. Il faut attendre la création de la Coupe d'Europe des Vainqueurs de coupe en 1961, pour que les instances fédérales du foot' belge ressortent leur Coupe de Belgique des oubliettes où elle végète pendant sept longues saisons. La 9e édition est alors celle de 1963-1964 et depuis son organisation devient alors annuelle sans plus connaître d'interruption.

## Tours préliminaires
Quatre tours préliminaires sont organisés pour désigner 64 équipes issues des séries provinciales et de la Promotion qui rejoignent les 64 équipes évoluant dans les trois plus hautes divisions nationales à partir des soixante-quatrièmes de finale. Les trois premiers tours ne concernent que les équipes de provinciales, les clubs de Promotion entrant dans la compétition au quatrième tour. Pour cette « édition 55-56 », sur les 64 qualifiés, 35 sont issus de Promotion et 29 de Provinciale.

## Répartition des clubs engagés
| Abréviations des Divisions - (I) : club évoluant en Division 1 - (II) : club évoluant en Division 2 - (III) : club évoluant en Division 3 - (P) : club évoluant en Promotion - (p-) : club évoluant dans les séries provinciales Le chiffre indique la division concernée. Abréviations des Provinces - (Anv) : Province d'Anvers - (Bbt) : Province de Brabant - (WVl) : Province de Flandre-Occidentale - (OVl) : Province de Flandre-Orientale - (Hai) : Province de Hainaut - (Liè) : Province de Liège - (Lim) : Province de Limbourg - (Lux) : Province de Luxembourg - (Nam) : Province de Namur | \| Province \| D1 \| D2 \| D3 \| P \| prov. \| Total \| \| ------------------------------- \| -- \| -- \| -- \| -- \| ----- \| ----- \| \| Province d'Anvers \| 6 \| 3 \| 5 \| 8 \| 5 \| 27 \| \| Brabant \| 3 \| 4 \| 7 \| 6 \| 1 \| 21 \| \| Province de Flandre-Occidentale \| 0 \| 3 \| 3 \| 0 \| 7 \| 13 \| \| Province de Flandre-Orientale \| 1 \| 1 \| 6 \| 4 \| 3 \| 15 \| \| Province de Hainaut \| 1 \| 2 \| 4 \| 2 \| 5 \| 14 \| \| Province de Liège \| 3 \| 2 \| 4 \| 5 \| 4 \| 18 \| \| Province de Limbourg \| 2 \| 1 \| 2 \| 4 \| 3 \| 12 \| \| Province de Luxembourg \| 0 \| 0 \| 0 \| 3 \| 0 \| 3 \| \| Province de Namur \| 0 \| 0 \| 1 \| 3 \| 1 \| 5 \| \| Total \| 16 \| 16 \| 32 \| 35 \| 29 \| 128 \| |    |    |    |       |       |
| Province | D1 | D2 | D3 | P  | prov. | Total |
| Province d'Anvers | 6 | 3  | 5  | 8  | 5     | 27    |
| Brabant | 3 | 4  | 7  | 6  | 1     | 21    |
| Province de Flandre-Occidentale | 0 | 3  | 3  | 0  | 7     | 13    |
| Province de Flandre-Orientale | 1 | 1  | 6  | 4  | 3     | 15    |
| Province de Hainaut | 1 | 2  | 4  | 2  | 5     | 14    |
| Province de Liège | 3 | 2  | 4  | 5  | 4     | 18    |
| Province de Limbourg | 2 | 1  | 2  | 4  | 3     | 12    |
| Province de Luxembourg | 0 | 0  | 0  | 3  | 0     | 3     |
| Province de Namur | 0 | 0  | 1  | 3  | 1     | 5     |
| Total | 16 | 16 | 32 | 35 | 29    | 128   |

## Organisation et règles
L'édition 1955-1956 se déroule selon le schéma traditionnel, à savoir chaque tour est décidé en une manche sur le terrain de la première équipe tirée au sort, jusqu'aux demi-finales que la « Commission de la Coupe de Belgique » souhaite voir se disputer sur terrain neutre. Toutefois, l'ordre du tirage au sort peut être inversé et une demi-finale jouée chez un des deux clubs concernés si les deux cercles marquent leur accord.
Chaque tour est prévu à une date précise, mais les clubs concernés ont la latitude de déplacer le match à la date qui leur convient mais « Commission de la Coupe de Belgique » fixe une date maximale pour laquelle toutes les parties doivent avoir été prestées. Les tours sont tirés au sort individuellement (généralement à la fin du tour précédent, ou peu avant la fin de celui-ci dans le cas où des rencontres sont décalées) et tous se font intégralement (aucune équipe « protégée » ou tête de série).
Par rapport aux deux éditions précédentes, une modification intervient et elle est d'importance. Les prolongations (2 × 15 min et éventuellement 2 × 7 min 30 s) disparaissent. Si après 90 minutes, deux équipes sont à égalité :
- (1) le club qui a obtenu le plus de coups de coin est qualifié,
- (2) si la parité subsiste, chaque équipe botte cinq penalties (de nos jours tirs au but). Celle qui en marque le plus se qualifie. Notez que la procédure est différente de ce que nous connaissons de nos jours. À l'époque, une équipe commence et frappe cinq fois de suite, puis l'autre équipe fait de même. Si l'égalité est encore de mise, on reprend avec les cinq mêmes tireurs de part et d'autre. Il arrive qu'une équipe tirant en second lieu arrête de tirer quand la différence est irrémédiablement faite.

## Légende des tableaux
|  | Clubs qualifiés pour le tour suivant |

- : club tenant du titre
- « Corners » = qualification acquise en raison du plus grand nombre de corners (coups de coin) obtenus.
- « Pen. » : qualification acquise après une séance de penalties (Tris au but).

## 5etour- Soixante-quatrièmes de finale
Le tirage au sort de ce 5e tour (ou 1/64e finale) a lieu le 24 octobre 1955 à 18h30 au siège de la fédération, par Monsieur Pissers, membre du SK Lebbeke . Ce tour voit l'entrée en lice des cercles de Division 1 (16), Division 2 (16) et Division 3 (32).
Comme lors des deux éditions précédentes, on assiste à un « tirage intégral ». Aucune division n'est protégée. Cette fois hasard est assez favorable aux cercles de Division 1 car il n'y a aucun affrontement entre eux.
- 128 clubs engagés, 64 rencontres programmée le 1er novembre 1955. Le match entre Oostrozebeke-FC Liégeois est reculé de dix jours plus tard, car le club de D1 à des engagements à respecter (une rencontre amicale en Pologne). En cas de remise, les matchs de ce 5e tour doivent être disputés pour le 1er décembre. Le tirage au sort du tour suivant est fixé au 5 décembre.

- Références arbitres : Article du journal Les Sports du 01/11/1955

### Résultats «Division 1» contre «Division 2»
2 équipes concernées.
- 1 rencontre disputée le mardi 1er novembre 1955 à 15h00.

### Résultats «Division 1» contre «Division 3»
12 équipes concernées.
- 6 rencontres disputées le mardi 1er novembre 1955 à 15h00.
  - Élimination de trois clubs de l’élite.
  - Quatre rencontres sur six ne connaissent pas de vainqueur en 90'.

### Résultats «Division 1» contre «Promotion»
14 équipes concernées.
- 7 rencontres disputées le mardi 1er novembre 1955 à 15h00.
  - Aucune surprise, mais Berchem accroché.

### Résultats «Division 1» contre «1reProvinciale»
2 équipes concernées.
- 1 rencontre disputée le mardi 1er novembre 1955 à 15h00.

### Résultats «Division 1» contre «2eProvinciale»
2 équipes concernées.
- 1 rencontre disputée le vendredi 11 novembre 1955 à 15h00.

### Résultats «Division 2» contre «Division 3»
18 équipes concernées.
- 9 rencontres disputées le mardi 1er novembre 1955 à 15h00.
  - un seul qualifié en déplacement, quatre « Division 2 » à la trappe !

### Résultats «Division 2» contre «Promotion»
4 équipes concernées.
- 2 rencontres disputées le mardi 1er novembre 1955 à 15h00.

### Résultats «Division 2» contre «1reProvinciale»
6 équipes concernées.
- 3 rencontres disputées le mardi 1er novembre 1955 à 15h00.
  - Bel exploit d'une « p1 »...

### Résultats «Division 2» contre «2eProvinciale»
2 équipes concernées.
- 1 rencontre disputée le mardi 1er novembre 1955 à 15h00.
  - Superbe exploit de Brasschaat !

### Résultats «Division 3» contre «Division 3»
2 équipes concernées.
- 1 rencontre disputée le mardi 1er novembre 1955 à 15h00.
  - Cette rencontre se déroule sur le terrain de l’Union St-Gilloise[2].

### Résultats «Division 3» contre «Promotion»
16 équipes concernées.
- 8 rencontres disputées le mardi 1er novembre 1955 à 15h00.
  - Tous les clubs jouant à domicile se qualifient mais trois Promotionnaires créent autant de surprises...

### Résultats «Division 3» contre «1reProvinciale»
8 équipes concernées.
- 4 rencontres disputées le mardi 1er novembre 1955 à 15h00.
  - Belles performances de deux « P1 »...

### Résultats «Division 3» contre «2eProvinciale»
6 équipes concernées.
- 3 rencontres disputées le mardi 1er novembre 1955 à 15h00.
  - Qualification surprise mais méritée d'une « P2 ».

### Résultats «Promotion» contre «Promotion»
6 équipes concernées.
- 3 rencontres disputées le mardi 1er novembre 1955 à 15h00.
  - Oppositions équilibrées...

### Résultats «Promotion» contre «1reProvinciale»
20 équipes concernées.
- 10 rencontres disputées le mardi 1er novembre 1955 à 15h00.

### Résultats «Promotion» contre «2eProvinciale»
4 équipes concernées.
- 2 rencontres disputées le mardi 1er novembre 1955 à 15h00.

### Résultats «1reProvinciale» contre «1reProvinciale»
2 équipes concernées.
- 1 rencontre disputée le mardi 1er novembre 1955 à 15h00.

### Résultats «2eProvinciale» contre «2eProvinciale»
2 équipes concernées.
- 1 rencontre disputée le mardi 1er novembre 1955 à 15h00.

## Trente-deuxièmes de finale
Ce tour concerne les 64 clubs qualifiés des « Soixante-quatrièmes de finale ». Le tirage au sort de ce tour a lieu le 5 décembre 1955 vers 18h30 au siège de la fédération belge de football. Il est effectué par le délégué d'un des clubs encore engagés, choisi au hasard. Ce soir-là, la Commission de la Coupe de Belgique précise que les matchs sont initialement planifiés le dimanche 25 décembre 1955 et, en cas d'arrangements différents entre les clubs, les parties doivent être jouées au plus tard pour le dimanche 15 janvier 1956. La procédure de ces 1/32e de finale est identique aux tours précédents : 90 minutes, égalité départagée en faveur du plus grand nombre de corners puis éventuellement par le botté de séries de cinq « penalties » jusqu'à ce qu'un qualifié soit désigné. Les 1/16e de finale sont eux planifiés pour le dimanche 12 février 1956.
- 27 rencontres se jouent le 25 décembre et, après accord entre les clubs concernés, 7 matchs sont reculés au lundi 26. Les deux jours, le coup d'envoi est fixé à14h45.

### Remarques générales
- Concurrence avec les Diables rouges : élément paraissant impensable plus de septante (soixante-dix) ans plus tard, mais ce Jour de Noël, les 1/32e de finale avec la participation d'équipes de « Division 1 » se déroulent à la même heure qu'une rencontre amicale « Belgique-France », au stade du Heysel ! Et il s'agit bien des « Sélections A ».
- Faits marquants: En raison du « tirage au sort intégral », on note répartition très variée entre les différents niveaux de compétition.
  - Un seul match consiste en un duel entre de deux « Division 1 ». C'est donc la tête d'affiche de ce tour. Un match à l'allure particulière puisqu'il s'agit d'un devancier de la future Super Coupe : le champion en titre, Anderlecht reçoit l'Antwerp, tenant du trophée.
  - Par contre, huit parties, soit le quart du programme sont des affrontements Division 3/Promotion.
  - Deux équipes clubs provinciaux sont assurés de participer au 1/8e de finale étant donné que deux match ne concernent que des cercles de cette catégorie.

### Résultats «Division 1» contre «Division 1»
2 équipes concernées.
- Une rencontre jouée le lundi 26 décembre 1955 à 14h45.
  - Alors que le concept est loin d'avoir été appliqué, ce match est un devancier des futures « Super Coupes » entre un champion national et le vainqueur de la Coupe.

### Résultats «Division 1» contre «Division 2»
8 équipes concernées.
- Trois rencontres disputées le dimanche 25 décembre 1955 et une le lundi 26 décembre 1955.
  - tous les qualifiés jouent en déplacement, élimination de deux cercles de « Division 1 »...

### Résultats «Division 1» contre «Division 3»
4 équipes concernées.
- Deux rencontres disputées le dimanche 25 décembre 1955.

### Résultats «Division 1» contre «Promotion»
2 équipes concernés.
- Une rencontre disputée le dimanche 25 décembre 1955.

### Résultats «Division 1» contre «1reProvinciale»
4 équipes concernées.
- Deux rencontres disputées le dimanche 25 décembre 1955.

### Résultats «Division 1» contre «2eProvinciale»
2 équipes concernées.
- Une rencontre disputée le lundi 26 décembre 1955.

### Résultats «Division 2» contre «Division 2»
2 équipes concernées.
- Une rencontre disputée le dimanche 25 décembre 1955.

### Résultats «Division 2» contre «Division 3»
4 équipes concernées.
- Deux rencontres disputées le dimanche 25 décembre 1955.

### Résultats «Division 2» contre «Promotion»
4 équipes concernées.
- Une rencontre disputée le dimanche 25 décembre 1955 et une le lundi 26 décembre.

### Résultats «Division 3» contre «Division 3»
2 équipes concernées.
- Une rencontre disputée le dimanche 25 décembre 1955.

### Résultats «Division 3» contre «Promotion»
16 équipes concernées.
- Sept rencontres le dimanche 25 décembre 1955 et une le lundi 26 décembre
  - ''Un seul qualifié en déplacement, quatre clubs de « Division 3 » à la trappe.

### Résultats «Division 3» contre «1reProvinciale»
6 équipes concernées.
- Trois rencontres disputées le dimanche 25 décembre 1955 à 14h45.
  - Un club de « Division 3 » éliminé...

### Résultats «Promotion» contre «Promotion»
2 équipes concernées.
- Une rencontre disputée le dimanche 25 décembre 1955 à 14h45.

### Résultats «Promotion» contre «2eProvinciale»
2 équipes concernées.
- Une rencontre disputée le dimanche 25 décembre 1955 à 14h45.
  - Une 2e Provinciale en 1/16e de finale !

### Résultats «1reProvinciale» contre «1reProvinciale»
2 équipes concernées.
- Une rencontre disputée le dimanche 25 décembre 1955 à 14h45.

### Résultats «1reProvinciale» contre «2eProvinciale»
2 équipes concernées.
- Une rencontre disputée le dimanche 25 décembre 1955 à 14h45.

## Tableau final
Le tableau final ci-dessous est une simple illustration. Il y a un tirage au sort distinct entre chaque tour.

## Seizièmes de finale
Ce tour concerne les 32 clubs qualifiés des « Trente-deuxièmes de finale ». Le tirage au sort se déroule le lundi 16 janvier 1956 en début de soirée au siège de la fédération. Le sort n'a programmé aucune opposition entre clubs de l'élite. Les rencontres sont initialement prévues le dimanche 12 février 1956. Mais en raison des remises multiples en championnat dues aux conditions météorologiques, les 1/16e de finale commencent à être joués à la date théoriquement réservée au 1/8e de finale ! Le même jour que le tirage au sort, il est annoncé que les 1/8e de finale sont programmés le 11 mars 1956, jour réservé à l'équipe nationale qui doit affronter son homologue suisse.

### Remises à répétition
Le jour du tirage au sort, seule la « Division 1 » est à jour avec 17 journées complètes jouées. Dans les sept autres tableaux de la « D2 » à la « Promotion », il y a au moins un match de retard. Selon le règlement de l'époque, ces rencontres de retard doivent être disputées le premier dimanche de libre, à savoir le 12 février 1956, aussi prévu pour la Coupe de Belgique. Dans les décisions du Comité Exécutif, « le Championnat à la priorité sur la Coupe ». Par ailleurs, il est décidé que la rencontre Belgique-Angleterre entre les équipes nationales militaires, dans le cadre du Challenge Kentish, se joue à Bruxelles, ce qui entraîne la remise d'office des rencontres des clubs bruxellois du Daring (D1) et du White Star (D2).
Pour la 16e journée, le 8 janvier 1956, les terrains sont praticables bien que couverts de neige. Celle-ci disparaît ensuite et le trois dimanches suivants connaissent deux remises. Elles concernent Bastogne (le 22) et Houthalen (le 29). Pour le calendrier en général, et celui de la Coupe en particulier, les choses se compliquent au début du mois de février, sous la forme d'une vague froid. Initialement, pour la journée du 5 février 1956, il y a peu de remises prévues, mais au début de l'après-midi la pluie s'invite. Elle tombe sur des sols majoritairement gelés et devient dangereusement verglaçante. Seuls 15 des 63 matchs prévus en séries nationales peuvent être joués ! Et dans les jours qui suivent, la neige fait son retour ! Pour le 19 février 1956, l'URBSFA décrète une remise générale . Comme les règlements le permettent, certains clubs organisent des « matchs d'entraînement » au risque que des joueurs se blessent, d'autres optent pour le repos... Compte de tenu de la situation générale, une deuxième remise générale est prononcée pour le 26 février. Une tentative de faire disputer des rencontres le mercredi à 16h00, en mars, est rejetée par les clubs qui invoquent la non-disponibilité de certains joueurs et la perte d'une partie du public. Il semble qu'un accord puisse intervenir pour jouer en semaine à partir de mai à 18h00 quand la clarté le permet. Le championnat de football reprend ses droits le dimanche 4 mars 1955.

### Résultats
| OT | N°    | Type     | à domicile                               | en déplacement                   | Scores | Départages  |
| 11 | SF-01 | D1 vs D2 | K. Boom FC (II)                          | R. Antwerp FC (I)                | 1-3    |             |
| 02 | SF-02 | D1 vs D3 | K. FC Vigor Hamme (III)                  | R. Tilleur FC (I)                | 0-4    |             |
| 03 | SF-03 | D1 vs D3 | R. Standard CL (III)                     | Voorwaarts Tienen (III)          | 7-0    |             |
| 07 | SF-04 | D1 vs D3 | SK Beveren-Waas (III)                    | R. FC Liégeois (I)               | 1-1    | Corners 3-6 |
| 10 | SF-05 | D1 vs D3 | R. Daring CB ( I)                        | K. Willebroekse SV (III)         | 6-1    |             |
| 14 | SF-06 | D1 vs D3 | R. US Tournaisienne (III)                | K. Beeringen FC ( I)             | 1-3    |             |
| 08 | SF-07 | D1 vs P  | K. Berchem Sport (I)                     | Léopold Club Bastogne (P)        | 5-0    | Forfait     |
| 13 | SF-08 | D1 vs P  | RC Mechelen KM (I)                       | K. FC Nijlen (P)                 | 4-0    |             |
| 16 | SF-09 | D1 vs p1 | K. AC Hemiksem (p1-Anv)                  | R. Charleroi SC (I)              | 1-5    |             |
| 09 | SF-10 | D2 vs D2 | R. White Star AC (II)                    | K. St-Niklaasse SK (II)          | 3-2    |             |
| 04 | SF-11 | D2 vs D3 | FC Waeslandia Burght ( III)              | R. FC Brugeois (II)              | 6-1    |             |
| 15 | SF-12 | D2 vs D3 | R. RC Tournaisien ( II)                  | R. AA. Louvièroise (III)         | 1-0    |             |
| 12 | SF-13 | D2 vs p1 | K. FC Heultje (p1-Anv)                   | R. CS Verviétois (II)            | 1-1    | Corners 4-7 |
| 05 | SF-14 | D3 vs p2 | SC Anthisnois (p2-Liè)                   | K. St-Truidense VV (II)          | 1-3    |             |
| 01 | SF-15 | P vs P   | R. Ruisbroeck FC ( P)                    | K. Vereniging Aarschot Sport (P) | 2-1    |             |
| 06 | SF-16 | P vs p2  | K. AC Verbroedering Brasschaat ( p2-Anv) | FC Eendracht Houthalen (P)       | 0-2    |             |

#### Technique des Seizièmes de finale
Les rencontres sont présentées dans l’ordre chronologique dans lequel elles sont jouées. Au lieu du 12 février, c’est le samedi 10 mars que se disputent les premières rencontres. Elles sont au nombre de quatre., une cinquième a lieu le lendemain dimanche.

## Huitièmes de finale
Le tirage au sort des Huitièmes de finale se déroule le lundi 26 mars 1956, dans l'après midi, au siège de la fédération, alors que seulement sept qualifiés sont connus, dont Berchem Sport en raison du forfait infligé à Bastogne. Une décision/sanction ahurissante quahjnd on sait que neuf 1/16e de finale doivent encore être joués !

### Résultats
En raison du retard accumulé, la Commission de la coupe de Belgique décide que les Huitième de finale soient jouer entre le 8 avril 1956 et le 20 mai 1956, avec latitude laissé aux clubs concernés de s'accorder sur la planification. Les trois premières rencontres se jouent le dimanche suivant celui de Pâques et les quatre dernières sont disputées le Lundi de Pentecôte. Les dates des quarts de finale, des demi-finales et de la finale sont aussi révélées à la suite du tirage des 1/8e de finale.
- Trois affrontements en cercles de « Division 1 ». Triple déception liégeoise alors qu’ils jouent à domicile, triple satisfaction limbourgeoise.

| OT | N°   | Type     | à domicile                 | en déplacement              | Scores | Départages  |
| 1  | HF-1 | D1 vs D1 | R. FC Liégeois (I)         | RC Mechelen KM (I)          | 2-3    |             |
| 2  | HF-2 | D1 vs D1 | R. Antwerp FC (I)          | R. Daring CB ( I)           | 2-0    |             |
| 5  | HF-3 | D1 vs D1 | R. Tilleur FC (I)          | K. Beeringen FC ( I)        | 1-1    | Corners 5-6 |
| 3  | HF-4 | D1 vs D2 | K. St-Truidense VV (II)    | K. Berchem Sport (I)        | 3-2    |             |
| 7  | HF-5 | D1 vs D2 | R. Standard CL (I)         | R. RC Tournaisien ( II)     | 0-1    |             |
| 4  | HF-6 | D1 vs P  | R. Ruisbroeck FC ( P)      | R. Charleroi SC (I)         | 3-2    |             |
| 8  | HF-7 | D2 vs D3 | R. CS Verviétois (II)      | FC Waeslandia Burght ( III) | 5-2    |             |
| 6  | HF-8 | D2 vs P  | FC Eendracht Houthalen (P) | R. White Star AC (II)       | 1-1    | Prol. 2-1   |

- Après accord entre les deux clubs, pour la rencontre n° « HF-7 », l’ordre du tirage au sort initial est inversé et se joue au «Panorama ».

#### Technique des Huitièmes de finale
Les rencontres sont présentées dans l’ordre chronologique dans lequel elles sont jouées.

## Quarts de finale
Le tirage au sort des quarts de final est organisé le mardi 22 mai 1956, soit le lendemain des derniers huitièmes de finale. Pour le « Top 8 », il n'y a plus de cercles de « Division 3 », mais encore deux formations de « Promotion ». La Commission d'organisation de l'épreuve précise que les quarts doivent être joués avant le 3 juin 1956.
Les demi-finales sont tirées au sort le même jour que les quarts de finale. Le résultat annonce que le « qualifié du Quarts n°3 » rencontre le « qualifié du Quart n°1 ». L'autre match oppose le « qualifié du quart n°2 » au « qualifié du quart n°4 »

### Résultats
- Terrain neutre : particularité de ce niveau, outre la date, les deux clubs doivent aussi s'accorder quant à la localisation du match qui peut donc, le cas échéant, se jouer sur terrain neutre [11].

| OT | N°   | Type     | à domicile              | en déplacement             | Scores | Départages |
| 1  | QF-1 | D2 vs P  | R. Ruisbroeck FC ( P)   | R. CS Verviétois (II)      | x-x    |            |
| 2  | QF-2 | D1 vs D1 | RC Mechelen KM (I)      | K. Beeringen FC ( I)       | 0-2    |            |
| 3  | QF-3 | D1 vs D2 | R. Antwerp FC (I)       | K. St-Truidense VV (II)    | 2-1    |            |
| 4  | QF-4 | D2 vs P  | R. RC Tournaisien ( II) | FC Eendracht Houthalen (P) | 3-0    |            |

## Demi-finales

### Résultats
- Les demi-finales sont jouées le dimanche 3 juin 1956 sur des terrains neutres choisis par la « Commission de la Coupe de Belgique » La « norme » étant, comme pour les éventuels « test-matchs » de départage des championnats, de trouver un ground de qualité à mi-chemin entre les deux clubs. À la suite des résultats des Quarts de finale, on a une double opposition « D1 » contre « D2 ».

| OT | N°   | Type     | à domicile              | en déplacement        | Scores | Départages |
| 1  | DF-1 | D1 vs D2 | R. Antwerp FC (I)       | R. CS Verviétois (II) | 1-2    |            |
| 2  | DF-2 | D1 vs D2 | R. RC Tournaisien ( II) | K. Beeringen FC ( I)  | 2-0    |            |

## Finale
Pour la première (et unique) fois, la finale de la coupe de Belgique de football est jouée par deux clubs de « Division 2 » (2e niveau hiérarchique). Elle est aussi la première finale jouée par deux cercles wallons. Pour retrouver un tel cas de figure, il faut attendre trente-sept ans.
| R. RC Tournaisien |

| R. CS Verviétois |

| R. RC Tournaisien |

| R. CS Verviétois |

| R. RC Tournaisien : (2-3-5)   |                  |  |  |
|                               |                  |  |  |
| Gardien de but                | Michel Liénard   |  |  |
| Déf.                          | Roger Van Thygem |  |  |
| Def.                          | Jules Devos      |  |  |
| Mil.                          | René Timmermans  |  |  |
| Mil.                          | Théo Gaillet     |  |  |
| Mil.                          | Paul Deneubourg  |  |  |
| Att.                          | René Chantry     |  |  |
| Att.                          | Jean Leroy       |  |  |
| Att.                          | Roger Lambreht   |  |  |
| Att.                          | Jean Dedonder    |  |  |
| Att.                          | André Mangain    |  |  |
| Entraîneur : Louis Verstraete |                  |  |  |
|                               |                  |  |  |

| R. CS Verviétois : (2-3-5) |                 |  |  |
|                            |                 |  |  |
| Gardien de but             | Théo Collette   |  |  |
| Déf.                       | René Vosse      |  |  |
| Def.                       | Oscar Petitjean |  |  |
| Mil.                       | Léon Lambert    |  |  |
| Mil.                       | Jean Nelissen   |  |  |
| Mil.                       | Franco Concatto |  |  |
| Att.                       | Nicolas Quings  |  |  |
| Att.                       | Georges Arnotte |  |  |
| Att.                       | Hubert Lormans  |  |  |
| Att.                       | Jo Pannaye      |  |  |
| Att.                       | Léo Gorissen    |  |  |
| Entraîneur : Jo Pannaye    |                 |  |  |
|                            |                 |  |  |

## Coupe, stop ou encore?
Après une léthargie de près de vingt ans, la Coupe de Belgique de football a été ressortie des placards en 1954 pour être organisée à trois reprises. Au moment de prendre les décisions qui s'imposent, les avis sont très partagés. Dans une majorité des rencontres, le public a répondu présent tout comme le plus grand nom des clubs des séries inférieures. Par contre, l'analyse est diamétralement opposée au niveau des « grands clubs ». Les cercles de Division 1 semblent bouder une épreuve qui selon eux surcharge leur calendrier. Prenons un exemple. Le FC Brugeois envoie son équipe « Réserves » à Burght parce qu'en ce week-end de Pâques, longue tradition, un grand tournoi est organisé au Klokke.
Cette saison 55-56 a été délicate avec un mois de février bloqué par la neige et le froid. Des remises synonymes de rentrées d'argent retardées et de retards à résorber (3 journées de championnat et les 1/16e de finale de la Coupe). Au soir de la finale 1956, un projet pour « 56-57 » fait état de limiter l'épreuve à 8 dimanches et à ne plus laisser participer certaines séries inférieures. Les dates proposées sont les 15, 19 et 26 août, le 1er novembre, le 25 décembre puis 1re et 31 mai et enfin la finale le 9 juin 1957. Mais représentées par Louis Wauters, les divisions supérieures ne sont pas favorables à poursuivre « l'expérience Coupe ». Un premier scrutin au Comité Exécutif de la fédération livre un résultat indécis: 53% pour, 47% contre. Selon les règles internes, le projet n'est ni voté, ni rejeté. Une nouvelle réunion est nécessaire et programmée une semaine plus tard, avec cette fois l'avis des équipes de « Promotion » (4e niveau) .

### Calendrier compliqué
La gestion du calendrier par l'URBSFA n'est pas un exemple d'art fin. Ainsi la priorité doit toujours être donnée au championnat en cas de remise. Bien que les clubs ont de plus en plus un éclairage suffisant, les seules « dates libres » restent les dimanche et jours fériés. De plus, la saison doit être terminée pour le 15 juin. Et pour corser le tout, la fédération exige qu'en termes de nombre de matchs joués les différentes séries soit être alignées à 25 match soit avant les 5 dernières journées. Toutes ces considérations font de la Coupe de Belgique une espèce de « parent pauvre » qui, selon nombre d'observateurs, n'a pas la considération qu'il mérite.

### Pourquoi les plus grands boudent-ils
Le projet de prolonger l'organisation de la coupe de Belgique tel que déposé par la Commission Nationale d'Études (CNE) puis présenté au Comité Exécutif est massivement repoussé car la nouvelle mouture prévoit que les Division 1, 2 et 3 commencent dès la 2e journée, à savoir le 19 août 1957. Ce fait empêcherait les grands d'organiser des parties d'entraînement nécessaires, selon eux, à leur préparation pour le championnat. Un argument un peu « court » puisqu'une rencontre à enjeu semble mieux qu'un « simple amical ». La raison profonde est plus « financière ». À ce moment de la saison, les clubs préfèrent avoir la main pour organiser les affiches amicales qu'ils souhaitent, et par la même espérer de belles recettes aux guichets. Pour les équipes de « Division 1 », le mois d'août peut aussi être propice à accepter une invitation (contre paiement) à l'étranger. On note aussi plusieurs aberrations quand des remises sont décrétées. Les matchs officiels ne se jouent pas (ne peuvent pas être joués), mais les cercles organisent des « matchs d'entraînement » !

### La «Promotion» à la rescousse?
Le samedi 18 juin 1956, les 64 clubs de Promotion peuvent faire entendre leur voix devant la C.N.E. (Commission Nationale d'Études). Par ailleurs, des rumeurs disent que les cercles du Hainaut ont concocté un autre projet avec une formule différente mais qui serait plus facilement réalisable . Durant l'Assemblée Générale statutaire programmée le 24 juin, à 9h30, le C.N.E. annonce que, lors de sa dernière séance (du 18 juin, op cit), la « prolongation de la Coupe de Belgique » a été repoussé par 55,5% contre 44,5%. L'issue est claire. l'épreuve, qui passionne les foules anglaises, allemandes, espagnoles ou françaises, retourne dans l'armoire aux souvenirs du foot' belge .

## Statistiques

### Générales
- Nombre de finales jouées : 8 - (30 buts marqués)
  - Nombre de finales avec prolongation : 1 (1 but marqué)
  - Nombre de finales avec tirs au but : 0
- Joueurs expulsés lors en finale : 3
- Clubs participant aux finales :
  - Clubs de la plus haute division : 13
  - Clubs de deuxième division : 2
  - Clubs de troisième division : 1

### Par provinces
| # | Provinces                       | Vainqueurs | Finalistes | Total |
| - | ------------------------------- | ---------- | ---------- | ----- |
| 1 | Province d'Anvers               | 1          | 3          | 4     |
| 2 | Province de Brabant -           | 4          | 0          | 4     |
| 3 | Province de Flandre-Occidentale | 1          | 2          | 3     |
| 4 | Province de Flandre-Orientale   | 0          | 1          | 1     |
| 5 | Province de Hainaut             | 1          | 0          | 1     |
| 6 | Province de Liège               | 1          | 1          | 2     |
| 7 | Province de Limbourg            | 0          | 1          | 1     |
| 8 | Province de Luxembourg          | 0          | 0          | 0     |
| 9 | Province de Namur               | 0          | 0          | 0     |

| # | Provinces                   | Victoires | Place de finaliste | Total |
| - | --------------------------- | --------- | ------------------ | ----- |
| 1 | Province du Brabant flamand | 0         | 0                  | 0     |
| 2 | Province de Brabant wallon  | 0         | 0                  | 0     |
| 3 | Bruxelles                   | 4         | 0                  | 4     |

### Clubs avec plus d'une victoire
Union St-Gilloise: 2